# هاينز بيلينغ
هاينز بيلينغ (بالألمانية: Heinz Billing)‏‏ (7 أبريل 1914 في سالزفيدل - 4 يناير 2017 في غارشينغ باي مونشن) فيزيائي، وعالم حاسوب، ومهندس من ألمانيا.

## الجوائز
- نيشان استحقاق صليب الضباط لجمهورية ألمانيا الاتحادية
- النيشان البافاري الماكسيميلياني للعلوم والفن
- Konrad Zuse Medal [الإنجليزية]‏